# Autobahn Eren Hot–Guangzhou
Die Autobahn Eren Hot–Guangzhou oder Erguang-Autobahn (chinesisch 二广高速公路, Pinyin Èrguǎng gāosù gōnglù, englisch Erguang Expressway), chin. Abk. G55, ist eine Autobahn in China, die von der Stadt Eren Hot an der mongolischen Grenze zur südchinesischen Metropole Guangzhou (Kanton) in Guangdong verläuft. Ein weiterer Ast wird als G5511 von Jining durch den Ostteil der Inneren Mongolei verlaufen. Die Autobahn wird nach Fertigstellung eine Länge von 2.685 km erreichen.